# Campionato italiano di hockey su ghiaccio 1999-2000
Il campionato italiano maschile di hockey su ghiaccio 1999-2000 è stato come di consueto organizzato dalla FISG.

## Serie A

### Squadre
L'hockey italiano conosce un periodo di crisi e in estate Alleghe, Brunico, Bolzano, Merano e Vipiteno si autoretrocedono in A2 (dove si gioca con un solo straniero tesserabile), il Courmaosta cessa invece l'attività mentre solo tre compagini (Fassa, Asiago e Cortina-Milano) confermano la propria iscrizione al campionato di serie A, ma ancora non si trova un accordo sul numero di transfer card schierabili.
Il Cortina-Milano, data la situazione di stasi, e considerando il campionato italiano di un livello troppo basso, sceglie allora di iscriversi nel campionato francese (rinunciando all'eventuale titolo di campione di Francia e con l'obbligo di tesserare 5 giocatori con passaporto francese).
Per non far disputare un improponibile campionato costituito da sole due squadre (Fassa ed Asiago) vengono fatte salire dalla A2 e dalla B altre compagini, e anche le squadre che in un primo momento avevano deciso di autoretrocedersi nel campionato cadetto disputano quindi la A1. Contestualmente il Cortina, con la dirigenza sempre impegnata nell'accordo col Milano, allestisce una squadra anche per la A2 (il cui livello cala drasticamente per l'abbandono delle squadre più importanti che giocano ora nella A1) così come faranno anche Como e Milano.
Furono pertanto 15 le squadre partecipanti alla serie A in questa stagione: Alleghe, Appiano, Asiago, Auronzo, Bolzano, Como, Fassa, Laces - Val Venosta, Merano, Renon, Valpellice, Brunico, Varese, Vipiteno e Zoldo.

### Formula
Dopo una prima fase che prevedeva un girone di andata e ritorno, il campionato fu spezzato in tre: nel girone A le prime cinque classificate; nel girone B le squadre classificate al 6º, 8º, 10º, 12º e 14º posto; nel girone C quelle piazzatesi al 7º, 9º, 11º, 13º e 15º posto.
Le squadre del girone A e le prime classificate dei gironi B e C avranno accesso ai play-off scudetto. Uno spareggio tra le seconde classificate dei gironi B e C decide invece l'ottava squadra.

### Regular Season
- Squadre che accedono al girone A
- Squadre che accedono al girone B
- Squadre che accedono al girone C

### Seconda fase

#### Girone A
Le squadre si portano in dote un terzo dei punti (indicati tra parentesi) della fase di qualificazione.

#### Girone B
Le squadre si portano in dote un terzo dei punti (indicati tra parentesi) della fase di qualificazione.
Alleghe ai play-off, Valpellice allo spareggio.

#### Girone C
Le squadre si portano in dote un terzo dei punti (indicati tra parentesi) della fase di qualificazione.
‡ penalizzato di 8 punti
Brunico ai play-off, Como allo spareggio.

#### Spareggio playoff
| Gara unica |     |      |
| Valpellice | 4-0 | Como |

### Play-off
Le serie si sono giocate al meglio delle 5 gare.
|  | Quarti di finale | Quarti di finale | Quarti di finale | Quarti di finale | Quarti di finale | Quarti di finale | Quarti di finale |  |  | Semifinali    | Semifinali    | Semifinali    | Semifinali    | Semifinali | Semifinali | Semifinali |   |   | Finale | Finale | Finale | Finale | Finale | Finale | Finale |  |
|  |                  |                  |                  |                  |                  |                  |                  |  |  |               |               |               |               |            |            |            |   |   |        |        |        |        |        |        |        |  |
|  | Asiago           | Asiago           | Asiago           | Asiago           | 8                | 8                | 7                |  |  |               |               |               |               |            |            |            |   |   |        |        |        |        |        |        |        |  |
|  | Valpellice       | Valpellice       | Valpellice       | Valpellice       | 2                | 1                | 0                |  |  | Asiago        | Asiago        | Asiago        | Asiago        | 6          | 3          | 3†         |   |   |        |        |        |        |        |        |        |  |
|  | Fassa Falcons    | Fassa Falcons    | Fassa Falcons    | Fassa Falcons    | 4                | 3†               | 8                |  |  | Fassa Falcons | Fassa Falcons | Fassa Falcons | Fassa Falcons | 2          | 0          | 2          |   |   |        |        |        |        |        |        |        |  |
|  | Vipiteno Broncos | Vipiteno Broncos | Vipiteno Broncos | Vipiteno Broncos | 1                | 2                | 2                |  |  |               |               |               |               |            |            |            |   |   | Asiago | Asiago | Asiago | 1      | 2      | 10     | 2      |  |
|  | 2                | Bolzano          | Bolzano          | Bolzano          | 9                | 6                | 6‡               |  |  |               |               | Bolzano       | Bolzano       | Bolzano    | 2          | 3†         | 0 | 5 |        |        |        |        |        |        |        |  |
|  | 7                | Bruneck-Brunico  | Bruneck-Brunico  | Bruneck-Brunico  | 1                | 3                | 5                |  |  | Bolzano       | Bolzano       | 4             | 1             | 7          | 1‡         | 10         |   |   |        |        |        |        |        |        |        |  |
|  | 3                | Merano           | 5                | 2                | 8                | 1                | 0                |  |  | Alleghe       | Alleghe       | 5†            | 2             | 1          | 0          | 3          |   |   |        |        |        |        |        |        |        |  |
|  | 6                | Alleghe          | 4                | 5                | 7                | 3                | 4                |  |  |               |               |               |               |            |            |            |   |   |        |        |        |        |        |        |        |  |

†: partita terminata ai tempi supplementari; ‡: partita terminata ai tiri di rigore
Nonostante il dominio assoluto del campionato da parte dell'Asiago Hockey (che vince tutte le partite della regular season -tranne il match della seconda giornata contro il Vipiteno- della seconda fase, dei quarti di finale e delle semifinali, per un totale di 40 vittorie consecutive) in finale il Bolzano ha la meglio (nonostante una sconfitta per 10-0 in gara-3) e vince il titolo.
 L'Hockey Club Bolzano vince il suo sedicesimo scudetto.

Formazione Campione d'Italia: Christian Alderucci – Alexander Avancini – Gianluca Baggio – Manuel Bergamo – Armando Chelodi – Georg Comploi – Alexander Egger – Philipp Eheim – Samuel Ermantraud – Michael Forer – Daniele Giacomin – Günther Hell – Paolo Lasca – Brian Loney – David Mattevi – Martin Mayr – Mario Nobili – Martin Pavlu – Marco Poulsen – Ruggero Rossi De Mio – Christian Rottensteiner – Roberto Stefani – Christian Timpone – Enrico Turetta – Mikhail Vassilev – Christian Walcher – Harald Zingerle – Stefan Zisser – Demian Zucal.

Allenatore: Bernd Haake.

### Classifica finale
| Pos. | Squadra          |
| ---- | ---------------- |
| 1    | Bolzano          |
| 2    | Asiago           |
| 3    | Fassa Falcons    |
| 4    | Alleghe          |
| 5    | Merano           |
| 6    | Vipiteno Broncos |
| 7    | Bruneck-Brunico  |
| 8    | Valpellice       |
| 9    | Como             |
| 10   | Eppan-Appiano    |
| 11   | Ritten-Renon     |
| 12   | Zoldo            |
| 13   | Varese           |
| 14   | Auronzo          |
| 15   | Val Venosta      |

### Classifica marcatori

#### Regular season
| Squadra  | Giocatore            | Punti | Gol | Assist |
| Asiago   | Lucio Topatigh       | 94    | 41  | 53     |
| Vipiteno | Alex Gschliesser     | 78    | 42  | 36     |
| Asiago   | Aleksandr Galchenyuk | 71    | 24  | 47     |
| Brunico  | Wladimir Eremin      | 65    | 23  | 42     |
| Bolzano  | Armando Chelodi      | 60    | 25  | 35     |

#### Playoff
| Squadra | Giocatore            | Punti | Gol | Assist |
| Asiago  | Aleksandr Galchenyuk | 24    | 6   | 18     |
| Bolzano | Brian Loney          | 18    | 11  | 7      |
| Bolzano | Armando Chelodi      | 17    | 8   | 9      |
| Bolzano | Alexander Egger      | 17    | 5   | 12     |
| Bolzano | Martin Pavlu         | 15    | 9   | 6      |

## Serie B

### Formazioni
Sono 16 le squadre iscritte, divise in due gironi.

### Regular Season

#### Gruppo occidentale

##### Seconda fase Gruppo occidentale
Le squadre si portarono in dote un punteggio relativo alla loro posizione in classifica nella regular season: Varese 4 punti, Milano 3, Torino 2, Falchi Bosco 1.
- Altre sfide per determinare la classifica finale:

```
Valle d'Aosta - Bergamo 9-3 (3-2,4-0,2-1)
Bergamo - Valle d'Aosta 2-5 (0-2,0-2,2-1)
```

La formazione del Valle d'Aosta termina in quinta posizione. Lariana Como e Pinerolo danno forfait e quindi non partecipano alle sfide, terminano pertanto rispettivamente al settimo ed ottavo posto.

#### Gruppo orientale
‡: una partita in meno.

### Playoff
|  | Quarti di finale | Quarti di finale | Quarti di finale | Quarti di finale | Quarti di finale |  |  | Semifinali      | Semifinali      | Semifinali  | Semifinali  | Semifinali  |   |    | Finale | Finale | Finale | Finale | Finale |  |
|  |                  |                  |                  |                  |                  |  |  |                 |                 |             |             |             |   |    |        |        |        |        |        |  |
|  | Varese-Chiavenna | Varese-Chiavenna | Varese-Chiavenna | 1                | 0                |  |  |                 |                 |             |             |             |   |    |        |        |        |        |        |  |
|  | Trento-Ora       | Trento-Ora       | Trento-Ora       | 2                | 4                |  |  | Trento-Ora      | Trento-Ora      | Trento-Ora  | 3           | 3           |   |    |        |        |        |        |        |  |
|  | Selva            | Selva            | Selva            | 7                | 5                |  |  | Selva           | Selva           | Selva       | 5           | 7           |   |    |        |        |        |        |        |  |
|  | Milano II        | Milano II        | Milano II        | 1                | 1                |  |  |                 |                 |             |             |             |   |    | Selva  | Selva  | Selva  | 3      | 3      |  |
|  | Settequerce      | Settequerce      | Settequerce      | 9                | 8                |  |  |                 |                 | Settequerce | Settequerce | Settequerce | 6 | 4† |        |        |        |        |        |  |
|  | HC Torino        | HC Torino        | HC Torino        | 1                | 1                |  |  | Settequerce     | Settequerce     | 1           | 4           | 5           |   |    |        |        |        |        |        |  |
|  | Cortina          | Cortina          | 4                | 3                | 1                |  |  | Kaltern-Caldaro | Kaltern-Caldaro | 6           | 1           | 2           |   |    |        |        |        |        |        |  |
|  | Kaltern-Caldaro  | Kaltern-Caldaro  | 0                | 6                | 6                |  |  |                 |                 |             |             |             |   |    |        |        |        |        |        |  |

†: partita terminata ai tempi supplementari; ‡: partita terminata ai tiri di rigore
L'Hockey Club Settequerce vince il campionato di serie B 1999-2000.